# Celastrales
Celastrales es un orden de plantas perteneciente a la división Angiospermae.  Las nuevas clasificaciones incluyen a las siguientes familias:
- Familia Celastraceae
- Familia Parnassiaceae
- Familia Lepidobotryaceae

Bajo el sistema Cronquist, el orden incluía un número mayor de familias:
- Familia Celastraceae
- Familia Geissolomataceae
- Familia Hippocrateaceae
- Familia Stackhousiaceae
- Familia Salvadoraceae
- Familia Tepuianthaceae
- Familia Aquifoliaceae
- Familia Icacinaceae
- Familia Aextoxicaceae
- Familia Cardiopteridaceae
- Familia Corynocarpaceae
- Familia Dichapetalaceae

## Sinonimia
- Brexiales
- Parnassiales